# Badari-kulturen
 Der er for få eller ingen kildehenvisninger i denne artikel, hvilket er et problem. Du kan hjælpe ved at angive troværdige kilder til de påstande, som fremføres i artiklen.

Badari-kulturen er en ægyptisk stenalder-kultur, der er fundet spor efter på Nilens østbred. Badari-kulturen lægger sig tidmæssigt som et overlap mellem Merimde-kulturens afslutning omkring år 4.400 f.Kr. og Nagada-kulturens opståen omkring 3.800 f.Kr. Badari-kulturen boede i små landsbyer i det frugtbare land omkring Nilen, og de levede  af landbrug og husdyrhold såvel som jagt og fiskeri.
Badari-kulturens døde blev begravet i fosterstilling med øjnene mod vest iført tøj og med en række personlige ejendele. Dette er de første tegn på den egyptiske dødekult.
- Wikimedia Commons har flere filer relateret til Badari-kulturen

27°00′N 31°25′Ø / 27°N 31.42°Ø